# Gesundheitszentrum Bitterfeld-Wolfen
Das Gesundheitszentrum Bitterfeld-Wolfen ist ein medizinisches Leistungszentrum und als größtes Krankenhaus im Landkreis Anhalt-Bitterfeld von überregionaler Bedeutung für die medizinische Grundversorgung im Osten Sachsen-Anhalts.
Es umfasst 13 Kliniken und Fachabteilungen sowie 7 medizinische Zentren. Geschäftsführer ist René Rottleb, der Ärztliche Direktor ist Peter Lanzer. Mit ca. 1000 Mitarbeitern gehört das Gesundheitszentrum zu den größten Arbeitgebern der Region.
Als Akademisches Lehrkrankenhaus arbeitet das Gesundheitszentrum Bitterfeld-Wolfen mit der Martin-Luther-Universität Halle-Wittenberg zusammen.

## Standorte
Das Gesundheitszentrum umfasst die folgenden Leistungsbereiche:
- Goitzsche Klinikum: medizinischer Campus im Ortsteil Bitterfeld
- Goitzsche Praxen: Medizinische Versorgungszentrum (MVZ) mit 14 Praxen in Bitterfeld, Gräfenhainichen, Köthen, Landsberg, Raguhn und Wolfen
- Goitzsche Seniorenpflege mit dem Alten- und Pflegeheim BelcantoHaus in Wolfen
- Goitzsche Klinikservice im Ortsteil Bitterfeld

## Geschichte
Das Gesundheitszentrum Bitterfeld-Wolfen steht in der Tradition zweier Krankenhäuser in Bitterfeld und Wolfen: Das Kreiskrankenhaus Bitterfeld wurde 1883 erbaut und am 1. Mai 1884 eröffnet. Zu diesem Zeitpunkt umfasste es 35 Patientenbetten.
Ab 1908 unterhielt die Agfa im benachbarten Wolfen ein Betriebskrankenhaus.
Das Bitterfelder Kreiskrankenhaus verlegte 1929 seinen Standort von der innenstädtischen Röhrenstraße zu einem damals randlagigen Areal in der Nähe des heutigen Goitzschesees. Der dortige Gebäudekomplex wurde seither mehrfach ergänzt und modernisiert.
Nach dem Zweiten Weltkrieg erfuhr die Industrieregion um Bitterfeld einen Aufschwung, der eine Erweiterung der Bettenkapazität des Klinikums erforderte. Dazu wurde der Standort Zörbig mit 100 Betten eröffnet. 1965 folgte eine HNO-Klinik am selben Ort. Das Krankenhaus wurde 1975 in ein Pflegeheim umgewandelt und 1992 der Stadt Zörbig übertragen. Die HNO-Klinik kam 1998 an den Standort Bitterfeld.
Im Zuge der Umstrukturierung der Gesundheitsversorgung nach der Wende ging das Krankenhaus Wolfen 1990 in die Trägerschaft des Landkreises Bitterfeld über. 1996 erfolgte die Vereinigung der beiden Kreiskrankenhäuser unter dem Namen Kreiskrankenhaus Bitterfeld-Wolfen. Dieses wurde 2006 umstrukturiert zum Gesundheitszentrum Bitterfeld-Wolfen.
Durch das Jahrhunderthochwasser 2002 wurde der Standort Bitterfeld schwer beschädigt. Die erforderlichen Sanierungsarbeiten verzögerten den Umzug der Abteilungen aus Wolfen nach Bitterfeld. Dieser war Ende 2003 abgeschlossen.

## Krankenversorgung
Das Gesundheitszentrum Bitterfeld-Wolfen ist mit ca. 400 Betten das größte Krankenhaus im Landkreis Anhalt-Bitterfeld und das einzige in öffentlicher Trägerschaft.
Jährlich werden circa 20.000 Patienten stationär behandelt und etwa 25.000 Patienten ambulant versorgt.

## Forschung
Das Gesundheitszentrum ist ein Akademisches Lehrkrankenhaus der Martin-Luther-Universität Halle-Wittenberg.

## Kliniken und Abteilungen des Gesundheitszentrums Bitterfeld-Wolfen
Das Gesundheitszentrum Bitterfeld-Wolfen umfasst 13 Kliniken sowie 7 medizinische Zentren. Das angeschlossene Medizinische Versorgungszentrum vereint 14 Praxen.